# Rue Bovenberg
Pour les articles homonymes, voir Bovenberg.
La rue Bovenberg (en néerlandais : Bovenberg) est une rue bruxelloise de la commune de Woluwe-Saint-Pierre qui va de l'avenue Edmond Parmentier au boulevard de la Woluwe sur une longueur totale de 300 mètres.

## Historique et description
Le nom vient de l'ancienne ferme et moulin de Boverbergh déjà en activité en 1288 et dont il reste quelques vestiges.